# Casa Suárez
La Casa Suárez es una vivienda ubicada en la ciudad de Lima, Perú. Fue declarada Patrimonio Cultural de la Nación en mayo del 2007.

## Descripción
También llamada Casona Suárez, es una vivienda familiar de estilo neobarroco propiedad de ubicada en la cuadra 42 de la avenida Arequipa, en el distrito de Miraflores. La particularidad de su arquitectura es que su fachada se inspiró en el Palacio de Gobierno del Perú.
Ocupa una superficie de más de 1300 metros cuadrados, y cuenta con 35 ambientes, entre los que destacan el hall de ingreso, dos salones principales, un comedor, patio central y la capilla con una imagen del Señor de los Milagros.

## Historia
Su fecha de construcción se estima en 1939 por el arquitecto polaco Ricardo Malachowski bajo el auspicio de Gay Suárez, médico y diputado durante el gobierno de Manuel Prado, quien lo contrató en 1932. La casa fue lugar de recepción de personalidades políticas de la época.
En julio de 2016, la casona fue restaurada gracias a un programa de conservación del consistorio miraflorino para rescatar bienes inmuebles de valor histórico. La inversión fue de 400 000 soles, y los trabajos fueron supervisados por miembros del Ministerio de Cultura.